# Daniel Pérez
Daniel Pérez, né le 17 janvier 2002 à Caracas au Venezuela, est un footballeur vénézuélien qui joue au poste d'attaquant au Club NXT.

## Biographie

### Carrière en club

#### Débuts au Venezuela
Pérez commence sa carrière professionnelle dans son pays natal avec le Metropolitanos FC, où il s'impose comme titulaire au cours de la saison 2019,, puis en 2020, jouant un rôle important dans ce qui aboutit à la première qualification du club de Caracas en Copa Sudamericana,.
À la fin de cette saison historique au Venezuela, il rejoint le Club Bruges en janvier 2021, pour évoluer en Championnat de Belgique,.

#### Affirmation en Belgique
À Bruges, Pérez est initialement affecté à l'effectif de l'équipe réserve, où il s'illustre rapidement en D2 Belge. Il est ainsi intégré au groupe professionnel fin février — notamment à la suite de la blessure de Bas Dost — faisant ses débuts avec le Club en Coupe de Belgique le 4 mars 2021. Il entre en jeu lors de la défaite 1-0 contre le Standard de Liège, remplaçant Youssouph Badji à la 70e minute,,.
Trois jours plus tard, il fait également ses débuts en Championnat, lors d'une victoire 3-0 contre le Zulte Waregem remplaçant un Badji en difficulté dans le jeu à la 31e minute. Deux journées plus tard, il marque également son premier but contre le La Gantoise, lors d'une victoire 4-0 à l'extérieur, fondamentale pour la course au titre.
Avec cette intégration anticipée mais réussie à l'équipe première, Daniel Pérez fait donc partie de l'effectif qui remporte le titre national, pour la deuxième année consécutive.

### Carrière en sélection
Daniel Pérez est international vénézuélien avec les moins de 17 ans, il prend notamment part au championnat sud-américain avec la sélection vénézuélienne en 2019,.

## Palmarès
| Club Bruges KV - Championnat de Belgique (1) - Champion en 2020-21 - Supercoupe de Belgique (1) - Vainqueur en 2021 |